# Bahamy na igrzyskach Wspólnoty Narodów
Bahamy zadebiutowały na igrzyskach Wspólnoty Narodów w 1954 roku na igrzyskach w Vancouver i od tamtej pory reprezentacja wystartowała na wszystkich igrzyskach, oprócz zawodów w 1974 i 1986 roku. Najwięcej złotych medali (4) oraz najwięcej medali w ogóle (8) reprezentacja Bahamów wywalczyła na igrzyskach w Manchesterze w 2002 roku.

## Klasyfikacja medalowa
| Igrzyska          | Złoto | Srebro | Brąz | Razem |
| ----------------- | ----- | ------ | ---- | ----- |
| 1954 Vancouver    | 0     | 0      | 0    | 0     |
| 1958 Cardiff      | 1     | 1      | 0    | 2     |
| 1962 Perth        | 0     | 1      | 0    | 1     |
| 1966 Kingston     | 0     | 1      | 0    | 1     |
| 1970 Edynburg     | 0     | 0      | 0    | 0     |
| 1978 Edmonton     | 0     | 1      | 0    | 1     |
| 1982 Brisbane     | 2     | 2      | 2    | 6     |
| 1990 Auckland     | 0     | 0      | 2    | 2     |
| 1994 Victoria     | 0     | 0      | 0    | 0     |
| 1998 Kuala Lumpur | 1     | 1      | 0    | 2     |
| 2002 Manchester   | 4     | 0      | 4    | 8     |
| 2006 Melbourne    | 0     | 2      | 0    | 2     |
| 2010 Nowe Delhi   | 1     | 1      | 4    | 6     |
| Razem             | 9     | 10     | 12   | 31    |

### Według dyscyplin
| Dyscyplina    | Złoto | Srebro | Brąz | Razem |
| ------------- | ----- | ------ | ---- | ----- |
| Lekkoatletyka | 9     | 9      | 9    | 27    |
| Boks          | -     | -      | 3    | 3     |
| Razem         | 9     | 9      | 12   | 30    |